# El domador de tortugas

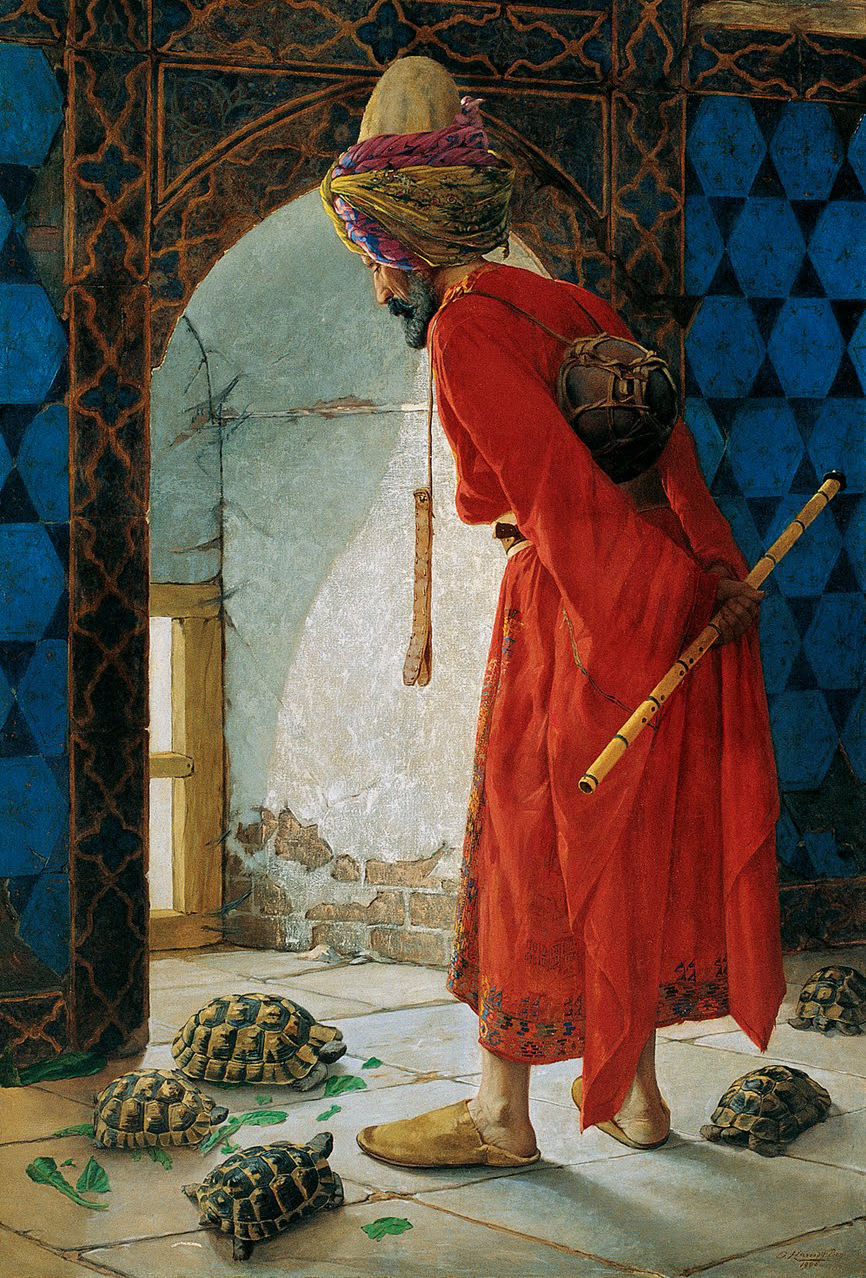
El domador de tortugas; primera versión, 1906.

El domador de tortugas (turco: Kaplumbağun Terbiyecisi) es una pintura de Osman Hamdi Bey la cual fue realizada en 1906 y 1907 (dos versiones). En 2004 fue vendida por $3.5M y es actualmente exhibida en el Museo Pera de Estambul.
En el Domador de tortugas, Osman Hamdi Bey satiriza los intentos lentos e ineficaces por reformar el Imperio Otomano, a través de los intentos de una figura histórica anacrónica por entrenar tortugas. La pintura muestra a un hombre anciano vestido con túnica y turbante otomanos tradicionales, anteriores a la introducción del fez y el traje de estilo occidental con las reformas del Tanzimat a mediados del siglo XIX. Se trata de un tipo de prendas religiosas que lo identifican como un derviche. Sujeta una flauta ney, instrumento tradicional, con la que está intentando "entrenar" a las tortugas a sus pies.

## Contexto histórico
Osman Hamdi Bey creó la pintura durante una época de gran agitación social y política en el Imperio otomano. Las reformas introducidas por el sultán Abdülhamid II habían demostrado ser ineficaces, o habían sido culpadas de aumentar la agitación social. El Imperio Otomano, el cual abarcaba partes de la península balcánica, partes del Magreb, toda Anatolia y Oriente Próximo, y buena parte de la península arábiga al iniciarse el siglo XX, se veía seriamente amenazado por el creciente poder de los movimientos nacionalistas dentro de su territorio, y de las incursiones de potencias extranjeras que finalmente dividirán el Imperio entre ellas en el periodo posterior a la Primera Guerra Mundial.

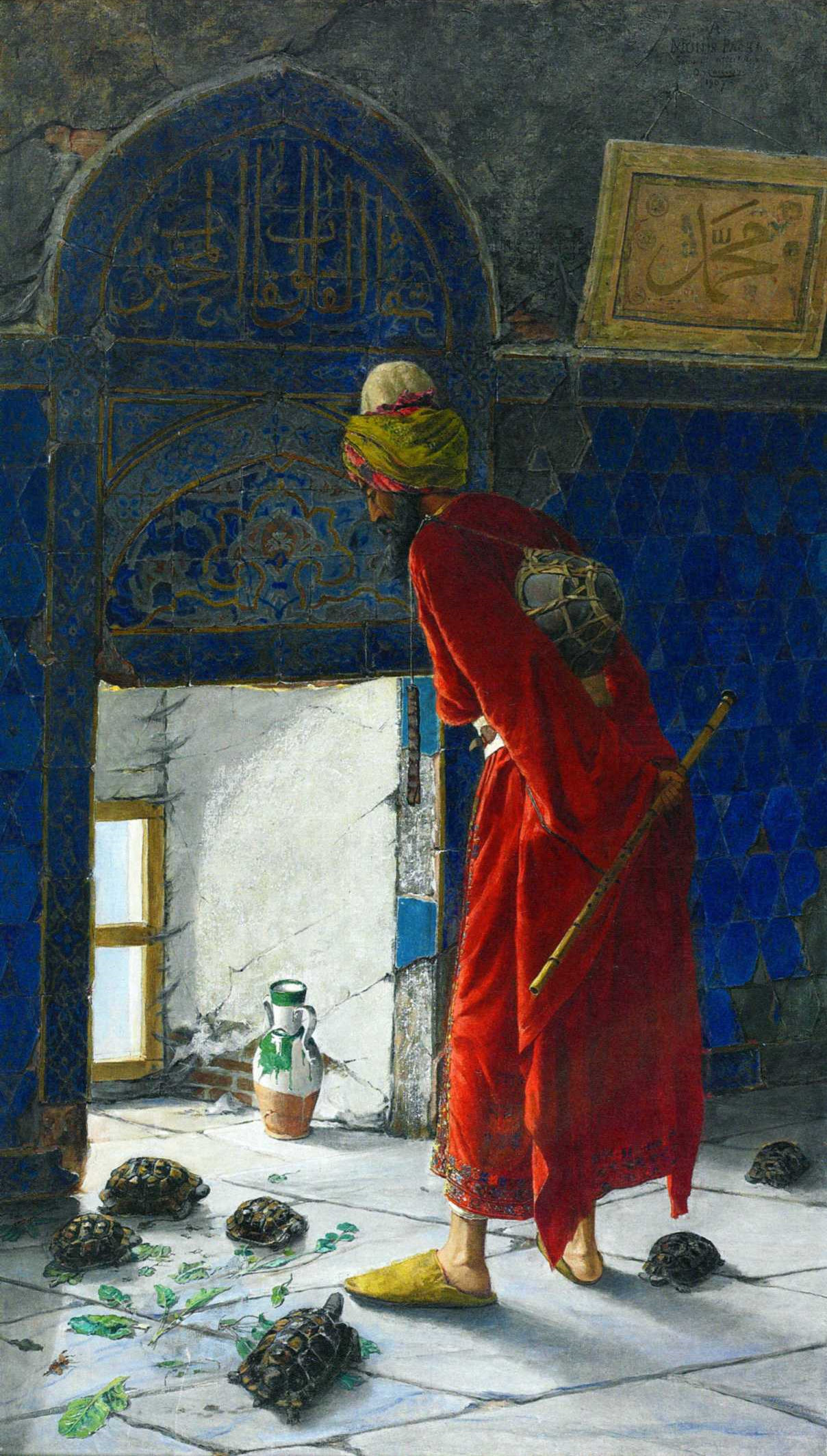
El domador de tortugas; segunda versión, 1907.

Aunque no se mostró o entendió ampliamente en su tiempo, la pintura consiguió mayor importancia en las décadas siguientes ya que presagió la Revolución de los Jóvenes Turcos de 1908, que puso fin al gobierno autocrático del sultán (finalmente reemplazado por el régimen de los Tres Pachás después del golpe de Estado de 1913) y preparó el escenario para la entrada del Imperio en la Primera Guerra Mundial del lado de las Potencias Centrales y su posterior división.

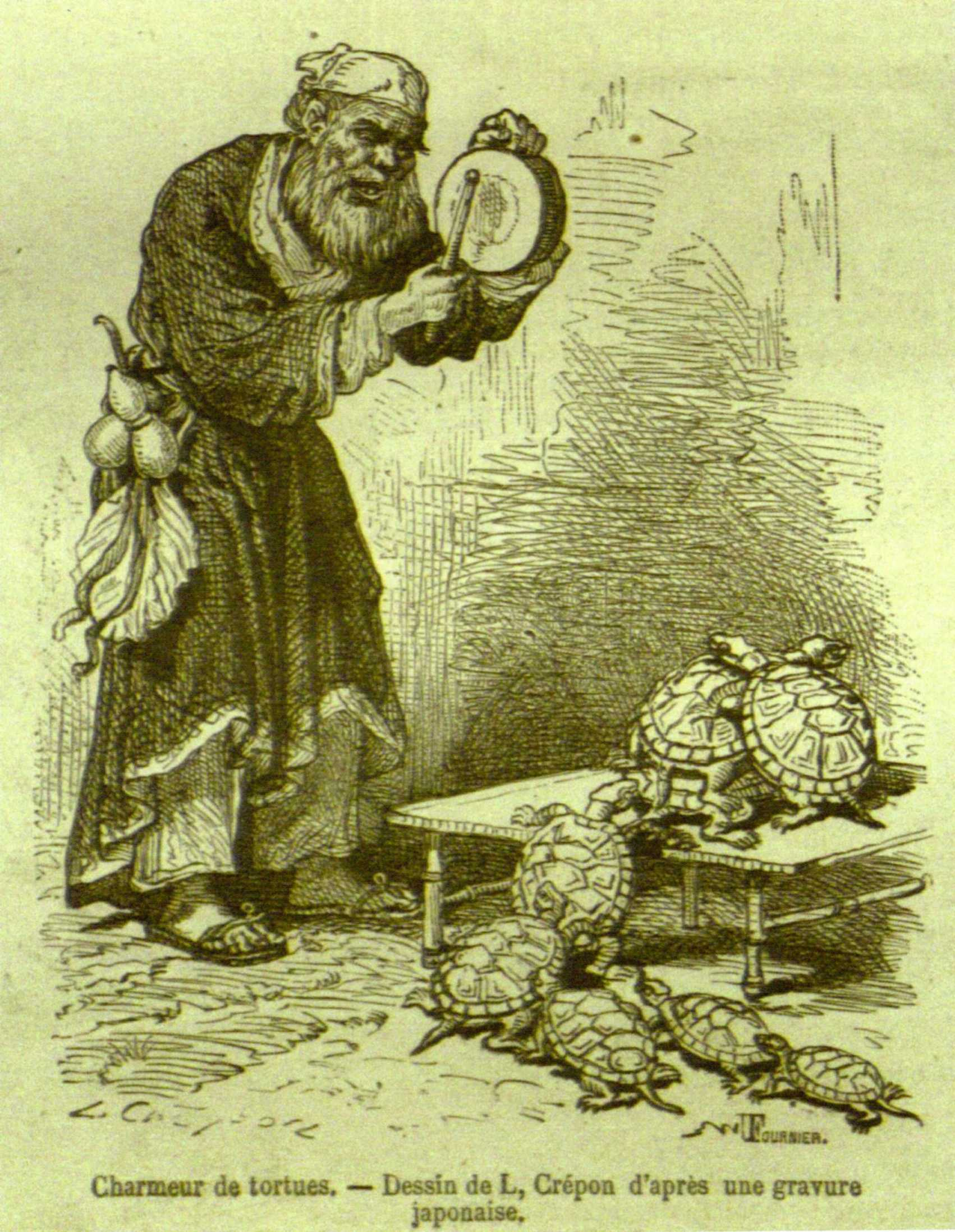
El domador de tortugas, ilustración de la revista Tour du Monde, 1869.

## Inspiración
El historiador Ethem Eldem, encontró una carta de 1869 del pintor a su padre, donde dice: "He leído la revista Tour du Monde [Vuelta al Mundo, una revista de viajes popular en la época] que me ha enviado." La primera página de esta edición contenía un artículo sobre Japón de un diplomático suizo incluyendo el grabado de un "domador de tortugas". La imagen iba acompañada de la siguiente información: "El domador de tortugas utiliza únicamente sus propias canciones acompañadas por el ritmo inquebrantable de un tambor. Sus estudiantes avanzan en línea de uno, ejecutan varios movimientos y por último sin ayuda humana, comenzando por la más grande hasta la más pequeña forman un puente y se suben a una mesa baja, a continuación, se juntan en grupos de tres o cuatro, como si alguien las hubiera colocado como bandejas las unas sobre las otras." El historiador cree que la ilustración le fascinó y sirvió de inspiración para su obra posterior.